# Suphisellus puncticollis
Suphisellus puncticollis is een keversoort uit de familie diksprietwaterkevers (Noteridae). De wetenschappelijke naam van de soort werd in 1873 gepubliceerd door George Robert Crotch.